# ديفيد هان (رجل أعمال)
ديفيد هان (بالإنجليزية: David Hahn)‏ هو شخصية أعمال أمريكي، ولد في 1955 في أوماها في الولايات المتحدة.